# Boloňská škola

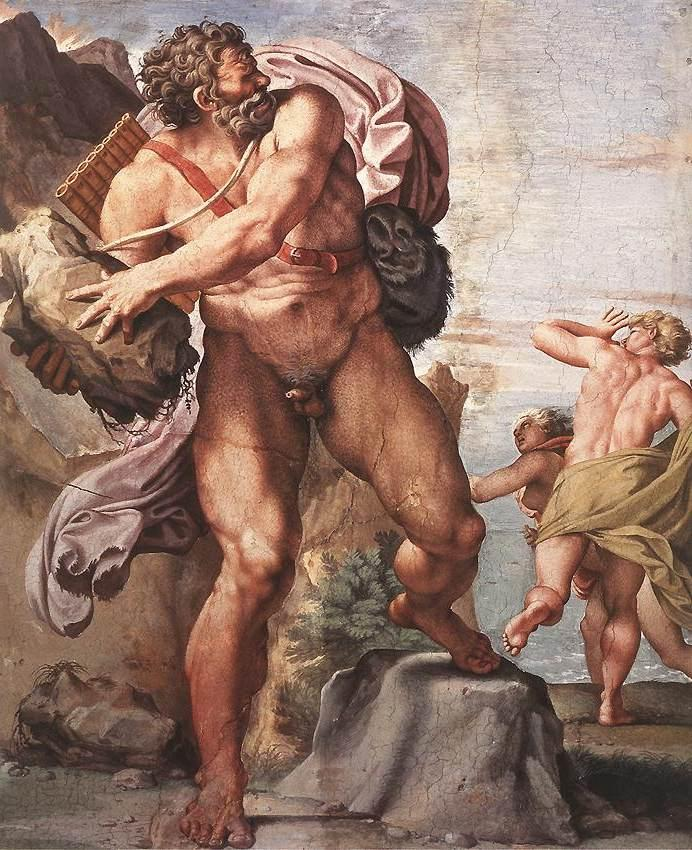
Annibale Carracci,Kylop Polyphemus, freska, Palazzo Farnese

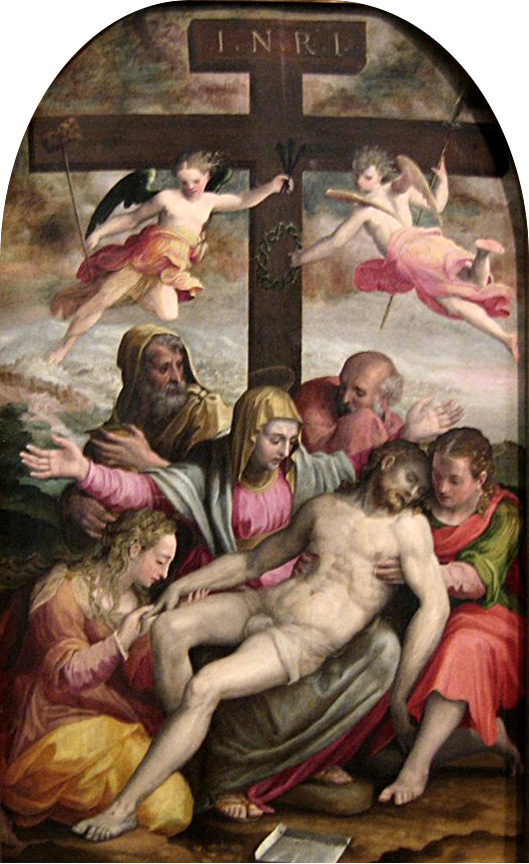
Ukládání Krista, Prospero Fontana, 1563

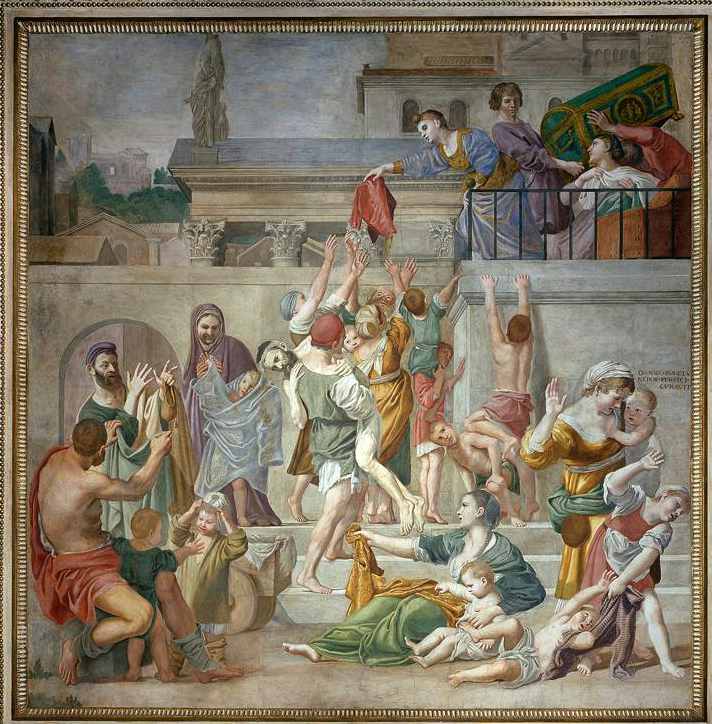
Domenichino, Sv. Cecilie rozdává almužnu, freska, 1612–15, San Luigi dei Francesi, Řím

Boloňská škola – významné středisko barokního malířství. V roce 1585 založili v Bologni bratři Carracciové malířské studio nazvané Accademia degli Incamminati či Accademia dei desiderosi. Vliv akademie se projevil u mnoha barokních malířů evropské školy. Představitelé této školy byly například Guido Reni, Francesco Albani, Domenico Zampieri, známý také jako Domenichino, Guercino známý také jako Giovanni Francesco Barbieri a další.
Boloňská škola vzkvétala mezi 16. a 17. stoletím v italské Bologni, hlavním městě regionu Emilia Romagna. Mezi jeho nejvýznamnější představitele patří rodina Carracciů, Lodovico Carracci a jeho dva bratranci, bratři Agostino Carracci a Annibale Carracci. Později zahrnovala i další významné barokní malíře: Domenichino a Lanfranco, působící převážně v Římě, případně Guercino a Guido Reni na Accademia degli Incamminati v Bologni, kterou provozoval Lodovico Carracci. Některé umělecké konvence, které se v průběhu času staly tradičními, se rozvinuly v Římě během prvních desetiletí 16. století. Časem se někteří umělci snažili o nový přístup k práci, který už neodráží římský způsob. Studio Carracci hledalo inovace, nové způsoby tvorby, s cílem odtrhnout se od tradičních stylů malířství a hledat inspiraci u literárních současníků; studio vytvořilo vlastní styl, odlišný od uznávaných způsobů umění své doby. Tento styl byl vnímán jako systematický i imitativní, navazující na konkrétní motivy předchozích římských uměleckých škol a přinášející inovaci moderního přístupu.

## Malíři

### 1501–1600
- Amico Aspertini (1474–1552)
- Girolamo da Treviso (1497–1544)
- Pier Maria Pennacchi (1464– před 1516)
- Girolamo da Carpi (1501–1556)
- Lorenzo Sabbatini (c. 1530–1576)
- Denys Calvaert (1540–1619)
- Pietro Faccini (1552–1614)
- Prospero Fontana (1512–1597)
- Lavinia Fontana (1552–1614)
- Giovanni Francesco Bezzi (Nosadella) (1530–1571)
- Bartolomeo Passerotti (1529–1592)
- Bartolomeo Cesi (1556–1629)
- Annibale Carracci (1560–1609)
- Ludovico Carracci (1555–1619)
- Agostino Carracci (1557–1602)
- Carlo Bononi (1569 – c. 1632)
- Sisto Badalocchio (1581 – c. 1647)
- Camillo Procaccini (1551–1629)

### 1601–1650
- Angelo Michele Toni
- Benedetto Gennari
- Guido Reni (1575–1642)
- Domenichino (1581–1641)
- Francesco Albani (1578–1660)
- Giovanni Francesco Barbieri (Guercino) (1591–1666)
- Lionello Spada
- Lucio Massari
- Francesco Brizio
- Giacomo Cavedone
- Bartolomeo Schedoni
- Francesco Gessi (1558–1649)
- Simone Cantarini (Il Pesarese) (1612–1648)
- Carlo Cignani (1628–1719)
- Giovanni Antonio Burrini
- Giovanni Gioseffo dal Sole
- Lorenzo Pasinelli (1629–1772)
- Elisabetta Sirani (1638–1665)
- Marcantonio Franceschini
- Guido Cagnacci (1601–1663)
- Giuseppe Maria Mazza (sochař, 1653–1741)
- Lorenzo Garbieri (1580–1654)
- Domenico Maria Canuti (1620–1660)
- Angelo Michele Colonna (1604–1687)
- Agostino Mitelli (1609–1660).
- Enrico Haffner (1640–1702)
- Giovanni Maria Bibiena
- Giovan Giacomo Monti
- Giovanni Battista Viola
- Alessandro Tiarini
- Giovanni Andrea Donducci (il Mastelletta)

### 1650–1700
- Giuseppe Maria Crespi (1665–1747)
- Ubaldo Gandolfi